# Luca Scribani Rossi
Luca Scribani Rossi (Roma, 29 dicembre 1960) è un tiratore a volo italiano, medaglia di bronzo nel tiro a volo ai Giochi olimpici di Los Angeles 1984.

## Palmarès
Giochi olimpici
- Los Angeles 1984
  - Skeet:  Bronzo

Europei
- Vanta una medaglia d'oro (1978) ed una d'argento (1986)